# Béchamelsauce

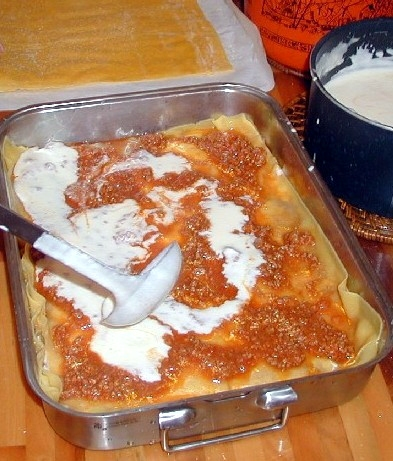
Bei der Zubereitung vieler Lasagnegerichte wird Béchamelsauce verwendet

Béchamelsauce (IPA: [beʃaˈmɛlˌzoːsə], anhörenⓘ, auch Sauce Béchamel oder Milchsauce) ist eine der insgesamt fünf Grundsaucen bzw. eine der vier warmen Grundsaucen. Sie wird aus Butter, Mehl und Milch hergestellt; aus ihr werden verschiedene Ableitungen hergestellt. Sie dient auch zum Binden und Überbacken von Gemüse, Pilzen, Teigwaren, Kartoffeln usw. – daher soll sie deckfähiger als die weiße Grundsauce sein.
Als Grundlage dient eine helle Mehlschwitze: Zur Zubereitung wird Butter zerlassen und darin Mehl angeschwitzt, ohne zu bräunen. Unter ständigem Rühren gibt man Milch dazu und kocht die Sauce länger durch, womit ein roher Mehlgeschmack vermieden wird. Gewürzt wird mit Salz, Muskat und weißem Pfeffer, danach wird die Soße passiert.

## Namensherkunft
Der Name geht zurück auf Louis de Béchameil, Marquis de Nointel (geb. 1630; gest. 1703), Ferme générale und Verwalter des Hauses des Herzogs von Orleans. Er war zwar Namensgeber, aber nicht der Erfinder. Die Sauce, die seinen Namen trägt, wird mit Béchamel abgekürzt und ist wahrscheinlich lediglich eine Verbesserung eines älteren Rezepts eines der Köche des Königs, der seine Entdeckung dem Majordomo des Königs widmete.

## Ableitungen aus Béchamel-Sauce
- Kardinalsauce (Sauce Cardinal)
- Lyoner Sauce (Sauce lyonnaise)
- Vernet-Sauce (Sauce Vernet), mit Kräuterbutter aufgeschlagen, mit gehackten Eiweiß, Pfeffergurken und Trüffeln garniert
- Sahne- bzw. Rahmsauce (Sauce crème)
- Käsesauce (Sauce Mornay)
- Sauce Soubise, eine weiße Zwiebelsauce.[1]